# Pico La Florida
El Pico La Florida es una formación de montaña ubicada en el extremo sur del estado La Guaira, Venezuela. A una altitud promedio entre 2169 m s. n. m. y 2262 m s. n. m. Es una de las montañas más altas de La Guaira.

## Ubicación
El Pico La Florida está ubicado en el corazón de una fila montañosa al norte de la Colonia Tovar y constituye parte del límite del estado Vargas con el norte del estado Aragua. Hacia el oeste continúa con el monumental Pico Codazzi y el Topo Buena Vista por donde sube la carretera Colonia Tovar-La Victoria. Hacia el norte en dirección a la costa continúa por el parque nacional Henri Pittier y acaba en la Punta Puerto La Cruz.

## Topografía
Las características topográficas de la Cumbre del Pico La Florida son clásicas de las filas y montañas del Parque Henri Pittier con una elevación larga y estrecha y los lados empinados. La vegetación se caracteriza por la mezcla de bosques caducos montañosos y selva nublada, selva nublada de transición y bosque de galería que acaba en el ecotono tropófilo, cardonal, y bosques semidesiduos que sustituyen los antiguos bosques secos destruidos por el hombre, principalmente por la quema de los cerros. 
El Pico La Florida, está en muy cercana proximidad al contacto humano por su gran adyacencia a la Colonia Tovar y La Victoria. Ello hace que se clasifique esta región como extrema susceptibilidad, donde la frecuencia de incendio es de una vez por año. Estas son áreas de máxima prioridad que requieren la mayor vigilancia y prevención, ya que el no control ocasionaría la intervención de las zonas vitales de la hidrología, fauna y bosque del parque nacional Henri Pittier.